# Ko Kut
Ko Kut (andere Schreibweisen: Koh Kuut, Ko Kood, Thai: เกาะกูด) ist eine Insel in der Provinz (Changwat) Trat in der Ostregion von Zentral-Thailand. Ko Kut gehört zum Landkreis (Amphoe) Ko Kut der Provinz Trat.

## Geographie
Ko Kut liegt im Golf von Thailand an der Ostküste Thailands nahe der Grenze zu Kambodscha. Einige Kilometer nördlich liegt die Insel Ko Chang. Die Fahrt zum Festland dauert mit dem Schnellboot ungefähr eine Stunde. Ko Kut ist mit 113,5 km² Fläche eine mittelgroße Insel, bewaldet und leicht hügelig (höchste Erhebung 315 m), mit einigen Fischerdörfern und Kokosnuss-Plantagen. 
Der größte Ort ist Ban Ao Salad im Nordosten. Auf der Insel befinden sich zwei mittelgroße Wasserfälle, der größere „Nam Tok Khlong Chao“ (Thai: น้ำตกคลองเจ้า – Khlong-Chao-Wasserfall) und ein etwas kleinerer im Norden, der „Nam Tok Klong Yaiki“-Wasserfall.

## Demographie
Es leben rund 2.000 Einwohner auf der Insel, daher ist Ko Kut der Distrikt mit der geringsten Bevölkerungsdichte von Thailand. 

## Wirtschaft
Wirtschaftsfaktoren sind der Fischfang, der Kokosnuss- und Gummibaum-Anbau sowie der wachsende Tourismus. 

## Tourismus
Da hier nur eine begrenzte Infrastruktur vorhanden ist, ist es noch nicht so von Touristen überlaufen wie die benachbarte Insel Ko Chang. Es gibt einige kleine Resorts, die von thailändischen Touristen besucht werden, die eine ruhige, familiäre Atmosphäre bevorzugen und eine wachsende Zahl ausländischer Touristen. 
Die Unterwasserwelt zieht Tauchtouristen an. Von Zeit zu Zeit ist die Insel auch das Ziel von Kreuzfahrttouristen, die es vom Ankerplatz Laem Chabang hierherzieht. 